# Elmo calcidico
L'elmo calcidico era un elmo in bronzo, indossato dagli opliti greci, particolarmente popolare in Grecia nel V e IV secolo a.C., ma esistente già da tempo. Questo elmo venne ampiamente indossato nello stesso periodo nella Magna Grecia. Venne utilizzato anche dall'esercito romano a partire dal VI secolo a.C. Il nome deriva dalla città di Calcide in Eubea
Questo tipo di elmo, sviluppato sulla base dell'elmo corinzio, era più leggero, offriva un maggior campo visivo, lasciando più spazio per le orecchie. Questo però ne comportava l'incapacità di attutire il suono. Presentava una calotta simile a quella dell'elmo corinzio, le paragnatidi (copertura per le guance) inizialmente erano fisse, successivamente vennero collegate tramite delle cerniere. Il paranaso, tipico dell'elmo corinzio, tese a non essere più utilizzato e quindi a sparire completamente.